# Параллельный текст (методика обучения)
Параллельный текст — методика обучения иностранному языку путём одновременного чтения текста и его перевода. Для того чтобы пользоваться этим методом, необходимо заранее знать правила чтения изучаемого языка и базовую грамматику.
В двуязычных изданиях с параллельным текстом материалы на разных языках обычно располагаются на соседних страницах разворота.

## История
Параллельные тексты являются, возможно, одним из самых древних методов обучения иностранным языкам. Самым известным человеком, использовавшим данный метод, был археолог и коммерсант Генрих Шлиман (1822—1890), который овладел тринадцатью иностранными языками.

## Критика
Параллельные тексты — один из наиболее доступных методов для самостоятельного изучения иностранного языка. Этот метод хорошо подходит для пополнения словарного запаса и постепенного усвоения грамматических норм. При параллельном чтении на двух языках легче понять конструкцию предложения.
У этого метода есть недостатки: параллельное чтение не развивает способность воспринимать информацию на слух. Также данная методика не помогает развивать навыки говорения и письма.